# غوستافو بينيدو
غوستافو بينيدو (بالإسبانية: Gustavo Pinedo) (18 فبراير 1988 بلاباز في بوليفيا - ) هو مدرب كرة قدم ولاعب كرة قدم بوليفي في مركز الوسط. شارك مع منتخب بوليفيا لكرة القدم. أما مع النوادي، فقد لعب مع تشورنومورتس أوديسا ونادي خيريث وLa Paz F.C. ‏ وUniversitario de Sucre ‏ وMunicipal Real Mamoré ‏ ونادي ألميريا ب ونادي قادش ب ‏ وSport Boys Warnes ‏ وسان مارتين دي سان خوان ونادي بلومينغ.

## روابط خارجية
- غوستافو بينيدو على موقع اتحاد أوكرانيا (الإنجليزية)
- غوستافو بينيدو على موقع إي إس بي إن إف سي (الإنجليزية)
- غوستافو بينيدو على موقع قاعدة بيانات كرة القدم.إي يو (الإنجليزية)
- غوستافو بينيدو على موقع ناشيونال فوتبول تيمز (الإنجليزية)
- غوستافو بينيدو على موقع Soccerway.com (الإنجليزية)
- غوستافو بينيدو على موقع AS.com (الإسبانية)